# Збірна Уганди з футболу
Збірна Уганди з футболу — футбольна збірна, яка представляє Уганду у міжнародних матчах і на турнірах з футболу. Контролюється Федерацією угандійських футбольних асоціацій.

## Кубок світу
- 1930—1974 — не брала участі
- 1978 — не пройшла кваліфікацію
- 1982 — відмовилась від участі
- 1986 — не пройшла кваліфікацію
- 1990 — не пройшла кваліфікацію
- 1994 — відмовилась від участі
- 1998—2022 — не пройшла кваліфікацію

## Кубок Африки
- 1957 — не брала участі
- 1959 — не брала участі
- 1962 — 4-те місце
- 1963 — відмовилась від участі
- 1965 — не пройшла кваліфікацію
- 1968 — груповий турнір
- 1970 — не пройшла кваліфікацію
- 1972 — не пройшла кваліфікацію
- 1974 — груповий турнір
- 1976 — груповий турнір
- 1978 — друге місце
- 1980 — відмовилась від участі
- 1982 — відмовилась від участі
- 1984—1998 — не пройшла кваліфікацію
- 1990 — відмовилась від участі
- 1994—2015 — не пройшла кваліфікацію
- 2017 — груповий турнір
- 2019 — 1/8 фіналу
- 2021—2023 — не пройшла кваліфікацію

## Досягнення в регіональних змаганнях

### Кубок Ґоссіджа(1926—1966)
Загалом змагання було проведено 37 разів. У 1927, 1933, 1934 та 1950 роках змагання не проводилися. Збірна Уганди ставала переможцем 22 рази в наступні роки:
| - 1928 - 1929 - 1930 - 1932 - 1935 - 1936 | - 1937 - 1938 - 1939 - 1940 - 1943 - 1945 | - 1947 - 1948 - 1952 - 1954 - 1955 | - 1956 - 1957 - 1960 - 1962 - 1963 |

### Кубок Виклику(1967—1971)
З п'яти турнірів збірна Уганди перемогла в трьох:
- 1968
- 1969
- 1970

### Кубок КЕСАФА(з 1973 року)
Збірна Уганди 13 разів ставала переможцем турніру. Це — найбільша кількість перемог з усіх команд-учасниць. Збірна Кенії, яка за кількістю чемпіонських титулів посідає друге місце, має в активі 5 перемог. Після змагань 2012 року збірна Уганди є чинним чемпіоном.
| Рік  | Досягнення  |
| ---- | ----------- |
| 1973 | чемпіон     |
| 1974 | фіналіст    |
| 1975 | півфіналіст |
| 1976 | чемпіон     |
| 1977 | чемпіон     |
| 1978 | 4-те місце  |
| 1979 | -           |
| 1980 | -           |
| 1981 | 4-те місце  |
| 1982 | фіналіст    |

| Рік  | Досягнення           |
| ---- | -------------------- |
| 1983 | 3-тє місце           |
| 1984 | 3-тє місце           |
| 1985 | 4-те місце           |
| 1986 | турнір не проводився |
| 1987 | 3-тє місце           |
| 1988 | -                    |
| 1989 | чемпіон              |
| 1990 | чемпіон              |
| 1991 | 3-тє місце           |
| 1992 | чемпіон              |

| Рік  | Досягнення                        |
| ---- | --------------------------------- |
| 1993 | турнір не проводився              |
| 1994 | фіналіст                          |
| 1995 | фіналіст (другий склад)           |
| 1996 | чемпіон                           |
| 1997 | турнір не проводився              |
| 1998 | турнір не проводився              |
| 1999 | -                                 |
| 2000 | чемпіон + фіналіст (другий склад) |
| 2001 | -                                 |
| 2002 | 4-те місце                        |

| Рік  | Досягнення |
| ---- | ---------- |
| 2003 | чемпіон    |
| 2004 | -          |
| 2005 | 4-те місце |
| 2006 | 4-те місце |
| 2007 | 3-тє місце |
| 2008 | чемпіон    |
| 2009 | чемпіон    |
| 2010 | 3-тє місце |
| 2011 | чемпіон    |
| 2012 | чемпіон    |